# Joaquín Torrents Lladó
Joaquín Torrents Lladó (katalanisch Joaquim Torrents i Lladó; * 11. Februar 1946 in Badalona; † 6. Oktober 1993 Palma) war ein spanischer Maler.

## Leben
Torrents Lladó begann seine künstlerische Ausbildung mit zehn Jahren in der Academia Valls, bei der er sich unter anderem mit dem Informalismus beschäftigte. Von 1962 bis 1967 studierte er in der Escola de Belles Arts de Sant Jordi in Barcelona. Zur gleichen Zeit beschäftigte er sich auch mit Theater und Szenographie. Im zweiten Jahr seiner Studien entfremdete er sich zunehmend der abstrakten Malerei und näherte sich einer neuen figürlichen Art der Malerei ruhiger und intransigenter Formen. 1967 beendete er die Studien der schönen Künste und erhielt ein Stipendium der Stiftung Fundació Amigó Cuyas.
Ab 1968 widmete er sich der Szenographie, um seine Leidenschaften Malerei und Theater zu verbinden. Er zog nach Valldemossa auf Mallorca. Dort gründete er ein Atelier und begann eine Serie von Bildern und Selbstporträts zu schaffen. Im Juli 1969 gründete er Artestudio zusammen mit Carmen Crespí, einer Kollegin der Escola de San Jordi. Zudem übernahm er die szenische Leitung des Theater Auba von Son Ferriol.
1971 organisierte er in den Galerías Costa seine erste Ausstellung auf Mallorca. In der Folge erhielt er Aufträge für Gemälde und gab seine Tätigkeiten am Theater auf. Er zog nach Palma.
Von 1974 bis 1975 lebte Torrents Lladó in Madrid. In dieser Zeit unternahm er Reisen nach Kopenhagen und Stockholm, wo er jeweils Porträts von Mitgliedern der königlichen Familien schuf. Auch ein Porträt des Prinzen Juan Carlos de Borbón stammt aus dieser Zeit. Weitere Reisen führten ihn nach Brasilien und in die Vereinigten Staaten von Amerika. 1977 gründete er die Escuela Libre del Mediterráneo mit Sitz im Palau Verí auf Mallorca.
1982 richtete er in Barcelona eine Professur an der Escuela Libre del Mediterráneo ein, auf der er seine Neigungen zur künstlerischen Erziehung umsetzen konnte. Seine Ausstellungsräume wurden zu einem Zentrum der zeitgenössischen Kunst.
1990 und 1992 wurden Werke von Torrents Lladó in Los Angeles und in Japan ausgestellt. 1993 reiste er nach London und Venedig.
Torrents Lladó starb am 6. Oktober 1993 an einem Aortenaneurysma.

## Werke
Die ersten Werke Torrents Lladós entstammen dem Bereich der Abstrakten Kunst. Später widmete er sich der gegenständlichen Kunst und den Problemen ihrer Darstellung. Im Vordergrund seiner Malerei standen Porträts; dabei trugen von ihm porträtierte Personen bevorzugt luxuriöse Kleidung. Außerdem schuf Torrents Lladó Bilder, auf denen sich in ihm eigener Weise aus farbigen Flecken ausdrucksstarke Darstellungen von Landschaften und Gärten fügen.
Torrents Lladó spürte der Seele von Modellen oder Landschaften nach, deren Inneres er einzufangen versuchte. Dabei zeichnet seine Werke eine reichhaltige Farbigkeit aus, die seine Wahrnehmung des Eigentlichen des Gemalten reflektieren.

## Nachwirkung
Nach seinem Tod gründeten seine Erben im Jahr 2000 eine Stiftung, die dem Zweck diente, in seinem Stadthaus in der Carrer Portella 9 in Palma ein Museum einzurichten. Die Privaträume des Künstlers in der 2. Etage wurden zu Ausstellungsräumen umgebaut die anderen Räumlichkeiten blieben weitgehend unverändert erhalten blieb so erhalten. Das Museum mit dem Namen spanisch Casa Museo Joaquín Torrents Lladó wurde am 26. März 2002 eröffnet und wurde von seiner Tochter geleitet. ein und zeigte hier vom 1. Juli 2012 bis 1. Juli 2015 eine Sonderausstellung mit Werken des spanischen Malers und Bildhauers Salvador Dalí. Nach Ablauf der Ausstellung erwarben die Geschwister Inés und Enrique Miró-Sans im Jahr 2017 das Gebäude und ließen es zu einem luxuriösen Fünf-Sterne-Hotel mit 14 Suiten und Zimmern umbauen.